# الصراع الدبلوماسي بين إسبانيا والمغرب (2007)

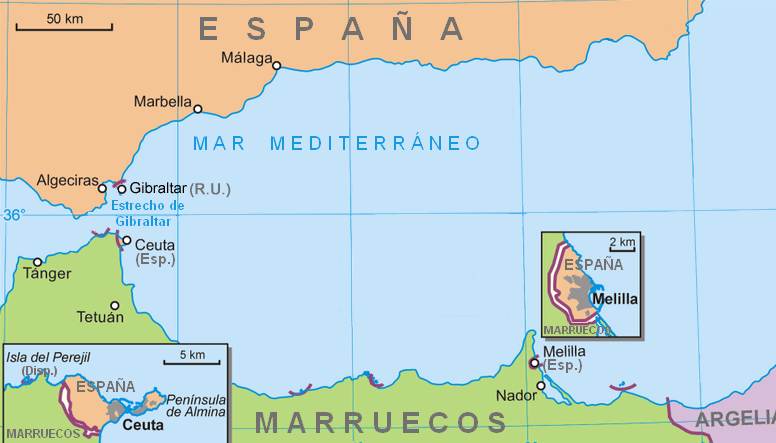
مدينتا سبتة مليلية على الساحل الشمالي من أفريقيا

الصراع الدبلوماسي بين إسبانيا والمغرب عام 2007 هو صراع كان لفترة وجيزة بين المغرب وإسبانيا، وقد نشأ عندما أعلن الملك الإسباني خوان كارلوس بالقيام بزيارة إلى مدينتا سبتة ومليلية المحتلتين التي يطالب بهما المغرب.
الخلاف بدأ رسميا عندما أرسلت الحكومة المغربية سفيرها إلى إسبانيا، عمر عزيمان من أجل المشاورات لفترة غير محددة. ووفقا لمذكرة دبلوماسية من وزارة الشؤون الخارجية والتعاون المغربية، جاء فيها «من المؤسف زيارة جلالة الملك خوان كارلوس الأول في 5 و6 نوفمبر إلى إثنين من المدن المحتلة، وهما سبتة ومليلية»، وقد وصفها بـ «بمبادرة غير مقبول مهما كانت الأسباب والدوافع».
بعد الإبلاغ عن المكالمات التي جرت فيها الاستفسارات بين السفير والمتحدث باسم رئيس الحكومة المغربية: «الكرة في ريف إسبانيا ونرجو من هذا البلد بأن يأخذ بعين الاعتبار مشاعر الشعب المغربي ومصلحة التعاون والعلاقات الثنائية».
الزيارة الملكية حدثت في مجموعة من الأيام، حيث تم تسجيل تدفق ألالف من المواطنين الذين حرصوا على يتبعو الملوك في كل من سبتة ومليلية. خلال تلك الأيام استمرت التصريحات المناهضة للزيارة من طرف السلطات والإعلام المغربي. في هذا الصدد، صرح رئيس وزراء المغرب، عباس الفاسي، بمقارنة الوضع الحالي في كل من المدينتين بأنه يشبه الاحتلال الإسرائيلي للأراضي الفلسطينية.

## زيارة ملك إسبانيا

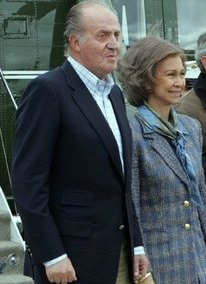
خوان كارلوس الأول وزوجته صوفيا

أعلنت حكومة إسبانيا في 30 أكتوبر عن زيارة خوان كارلوس الأول وزوجته صوفيا إلى سبتة ومليلية في 5 و6 نوفمبر. أخبر رئيس الوزراء الإسباني خوسيه لويس ثباتيرو قبل ذلك بيوم زعيم المعارضة ماريانو راخوي بهذا الخبر خلال حفل رسمي، وقد رحب راخوي بذلك.
لم يقم ملك إسبانيا بزيارة سبتة ومليلية خلال فترة حكمه. وكان آخر مرة زار فيها خوان كارلوس الأول هذين المدينتين في عام 1970، عندما زار سبتة بصفته أمير أستورياس بمناسبة الذكرى الخمسين لتأسيس الفيلق الإسباني.
كان آخر من زار سبتة ومليلية من حكام إسبانيا هما ألفونسو الثالث عشر، الذي زارها آخر مرة في عام 1927، ورئيس الجمهورية الإسبانية الثانية نيسيتو ألكالا زامورا في 4 نوفمبر 1933.
كان من المقرر أن يزور ملك إسبانيا مدينة مليلية في عام 1997 بمناسبة الذكرى الخمسمائة لتأسيس المدينة، لكن ضغوط السلطات المغربية أدت إلى إلغاء الزيارة.
أقام الملك والملكة الإسبانيين في سبتة لمدة خمس ساعات في 5 نوفمبر، حيث تحدثا إلى الجمعية العامة للمدينة ذاتية الحكم، وقال الملك إنه "كان لديه التزام معلق تجاه سبتة". لم يذكر الملك أو وزيرة الإدارة العامة التي رافقته إلينا سالغادو أو أي سلطة إسبانية أخرى الوضع في المغرب. وقد استقبل الملك 25,000 شخص.
زار الملك مدينة مليلية في 6 نوفمبر، حيث تحدث أمام الجمعية العامة. هناك أشاد بولاء أهل مليلية للتاج الإسباني. وقد أشار بشكل خاص إلى المغرب، لكنه قال إن "إسبانيا من خلال الاحترام المتبادل تبني علاقات صداقة صادقة مع جيرانها"، وقُدِّر عدد الأشخاص الذين تجمعوا للترحيب بالملك بقرابة 30,000 شخص.